# Damon Lindelof
Pour les articles homonymes, voir Lindelof.
Damon Laurence Lindelof est un producteur et scénariste américain, né le 24 avril 1973 à Teaneck, dans le New Jersey (États-Unis).

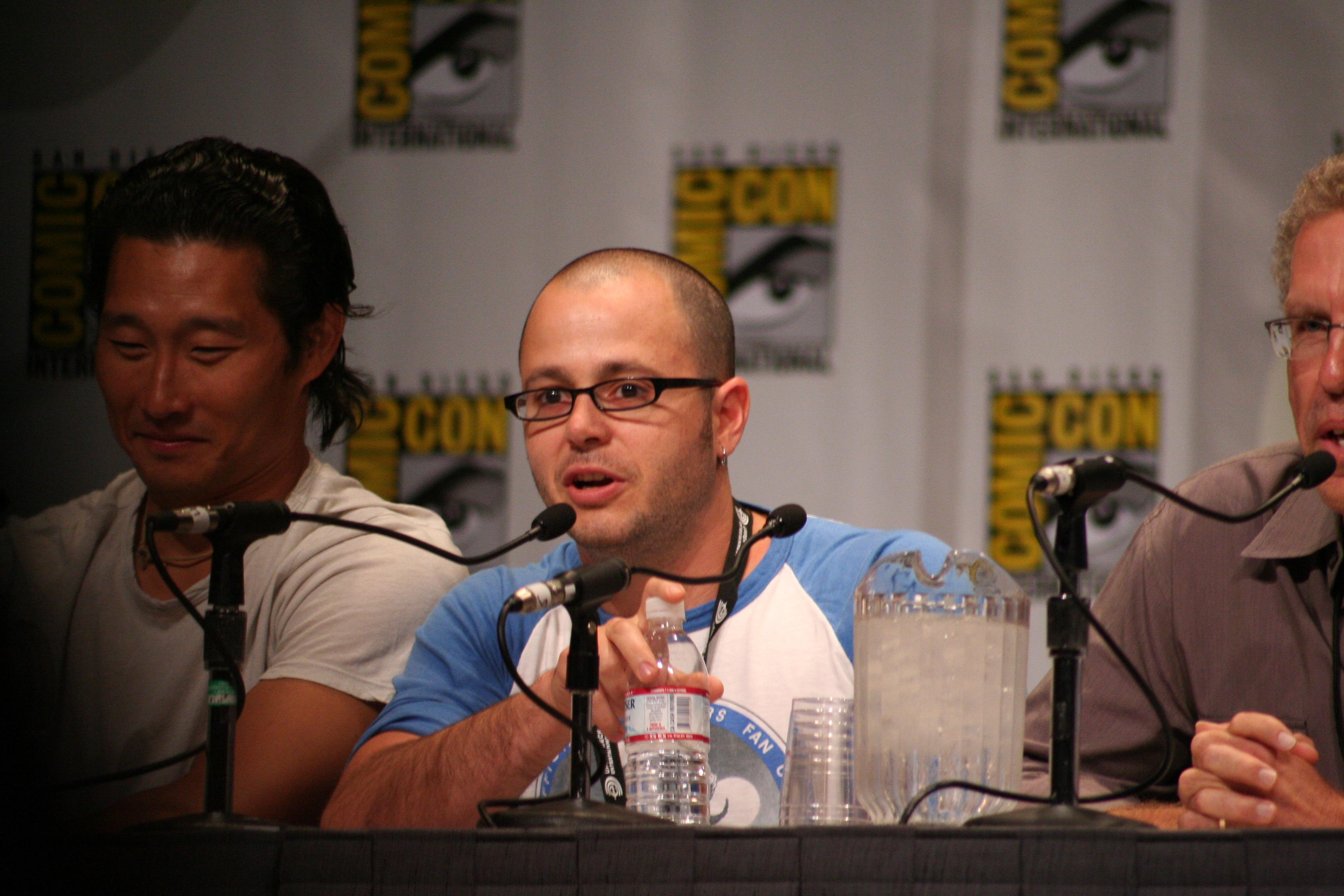
Damon Lindelof lors du Comic Con 2006.

## Biographie
Lindelof est né à Teaneck dans le New Jersey ; il est le fils de Susan Klausner, enseignante, et de David Lindelof, gérant de banque,. Il est allé à Teaneck High School (en), une école dont il crédite le corps étudiant hétérogène d'avoir étendu son horizon en tant qu'auteur. Sa mère est juive et son père avait des origines scandinaves. Lindelof a célébré sa Bar Mitzvah à Teaneck, où il allait à la synagogue pour le chabbat ; il a déclaré : « J'étais un gosse blanc juif grandissant à Teaneck, mais en même temps, j'avais des amis africains et philippins et asiatiques et vivre cette expérience toute la durée du lycée en recevant une éducation géniale était merveilleux ». Lindelof est allé à l'école de cinéma à l'université de New York, jouant brièvement dans le groupe Petting Zoo, et a déménagé à Los Angeles après son diplôme.

## Filmographie

### Producteur

#### Cinéma
- 2009 : Star Trek de J. J. Abrams
- 2010 : Ollie Klublershturf vs. the Nazis (court métrage) de Skot Bright
- 2012 : Prometheus de Ridley Scott
- 2013 : Star Trek Into Darkness de J. J. Abrams
- 2014 : À la poursuite de demain (Tomorrowland) de Brad Bird (coproducteur)
- 2020 : The Hunt de Craig Zobel

#### Télévision
- 2004 : Preuve à l'appui (Crossing Jordan)
- 2005 : Lost : Les Disparus (Lost)
- 2014-2017 : The Leftovers (également cocréateur)
- 2019 : Watchmen

### Scénariste

#### Cinéma
- 2010 : Ollie Klublershturf vs. the Nazis (court métrage) de Skot Bright
- 2011 : Cowboys et Envahisseurs de Jon Favreau, coscénariste avec Alex Kurtzman et Roberto Orci
- 2012 : Prometheus de Ridley Scott, coscénariste avec John Spaihts
- 2013 : Star Trek Into Darkness de J. J. Abrams, coscénariste avec Alex Kurtzman et Roberto Orci
- 2014 : À la poursuite de demain (Tomorrowland) de Brad Bird, coscénariste avec Brad Bird et Jeff Jensen
- 2020 : The Hunt de Craig Zobel

#### Télévision
- 1996 : Nash Bridges
- 1999 : Wasteland
- 1999 : Undressed
- 2004 : Preuve à l'appui (Crossing Jordan)
- 2004-2010 : Lost : Les Disparus (également cocréateur)
- 2014-2017 : The Leftovers (également cocréateur)
- 2019 : Watchmen (également cocréateur)
- 2023 : Mrs Davis (également cocréateur)